# Conservatori de Velluters
El Conservatori de Velluters, és la seu del Conservatori Professional de Música de València, que imparteix EEPP i EEEE.
El conservatori va nàixer l'any 1850 com a escola gratuïta d'ensenyament musical de la mà de la Reial Societat Econòmica d'Amics del País. El projecte va créixer, i es va veure necessitat d'una Comissió. En 1879 s'aprova el primer reglament. D'aquesta data hi ha documents digitalitzats a l'arxiu de la Reial Societat Econòmica d'Amics del País de València. En 1882, la institució es trasllada a l'actual edifici a la Plaça Viriat. Després de la seva privatització, el 1917 va ser inscrit a l'Estat. I uns anys més tard, el 1968, el conservatori va adquirir l'opció de l'ensenyament superior de música. Actualment, des de 1997, amb la separació de conservatoris superior i professional s'obre una nova era.

## L'edifici
L'edifici actual va obrir les portes abans d'acabar les obres, patint posteriorment problemes de construcció.

### Exterior
L'edifici de Velluters, situat entre els carrers Murillo, Lope de Rueda, Carrasquer, Arolas i En Sendra, ha estat dissenyat mantenint algunes de les característiques dels edificis adjacents, com illetes allargades en la direcció oest-est. Tant ell com l'Escola de Disseny també a la Plaça Viriat són producte d'un pla de remodelació del barri, conegut com a Pla Riva La seva composició és de tres edificis de mesures semblants units tant pel soterrani, com per diverses passos elevats. A més, les seves façanes són diferents si donen als carrers interiors o a la Plaça Viriat. El color predominant és el blanc, podent-se veure especialment en les tres façanes. Finalment, s'ha posat especial cura en la seva insonorització.

### Interior
Predominen els colors gris, blanc i fusta clara en les aules i blanc i vidre als passadissos i passarel·les. El seu major atractiu i sobre el qual gira la temàtica decorativa és el "jardí de vidre", que compta amb una olivera acompanyat d'un camí en ferro sobre pedres blanques que s'il·luminen de nit. Pel que fa a les aules, tenen altes finestres amb estors grisos a joc amb la moqueta i els panells acústics. A més d'aquests panells, les habitacions disposen de mobles dissenyats especialment per augmentar la ressonància i el so. Algunes compten també amb miralls perquè els músics puguin corregir la seva postura.